# Brisas del Mar
Brisas del Mar är en ort i Mexiko.   Den ligger i kommunen Tijuana och delstaten Baja California, i den nordvästra delen av landet, 2 300 km nordväst om huvudstaden Mexico City. Brisas del Mar ligger 43 meter över havet och antalet invånare är 130.
Terrängen runt Brisas del Mar är varierad. Havet är nära Brisas del Mar åt sydväst. Runt Brisas del Mar är det tätbefolkat, med 913 invånare per kvadratkilometer. Närmaste större samhälle är Tijuana, 12,3 km nordost om Brisas del Mar.